# Deutsch-surinamische Beziehungen
Die Deutsch-surinamischen Beziehungen sind das zwischenstaatliche Verhältnis zwischen Deutschland und Suriname. Vom Auswärtigen Amt werden die Beziehungen als „freundschaftlich“ bezeichnet.

## Geschichte

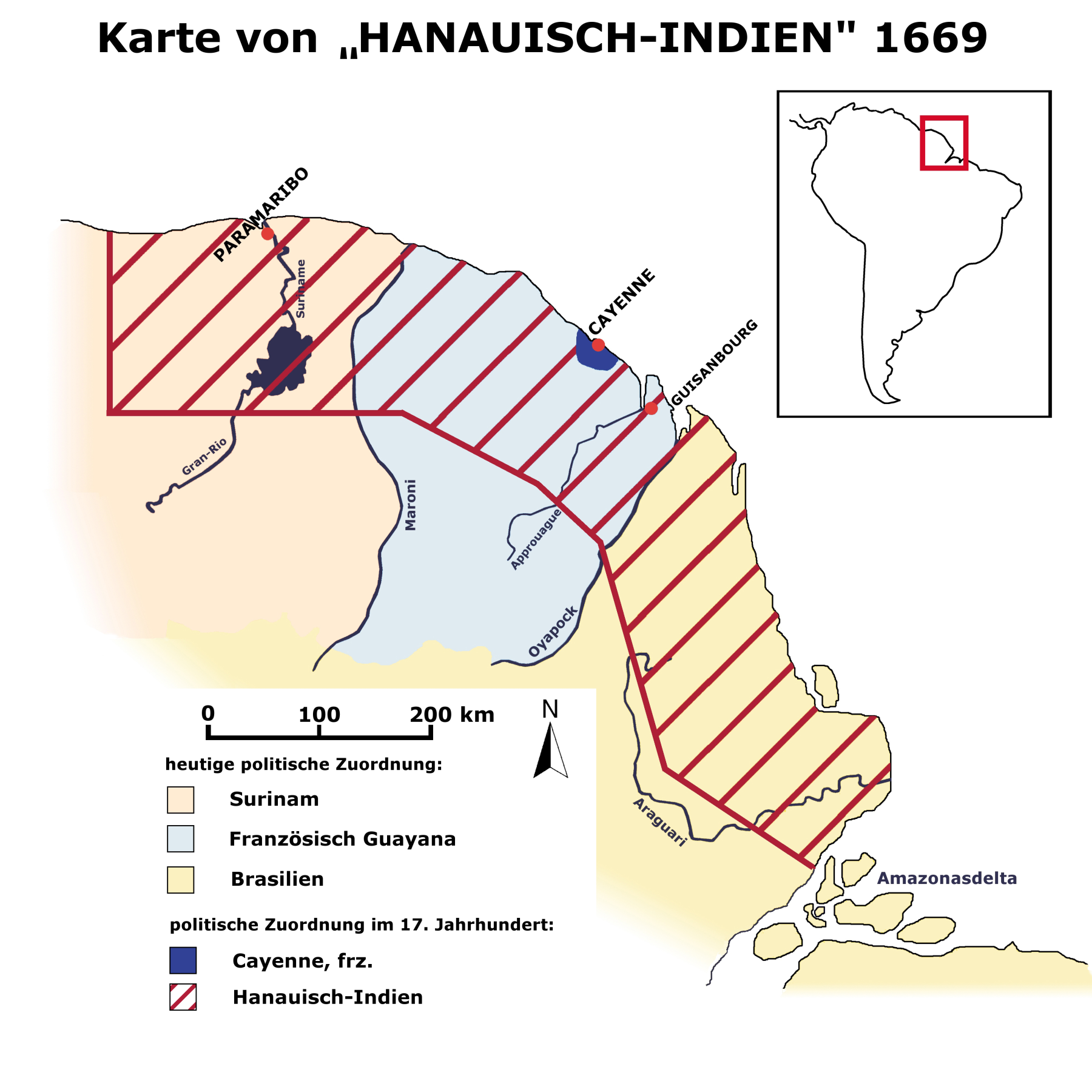
Gebiet von Hanauisch-Indien

### Hanauische Kolonialbemühungen
1669 schlossen die Niederländische Westindien-Kompanie und die Grafschaft Hanau einen Vertrag über die Verpachtung eines Gebiets von rund 100.000 Quadratkilometern zwischen den Flüssen Orinoco und Amazonas in Niederländisch-Guayana. Dieses Gebiet sollte um ein Vielfaches größer sein als Hanau selbst (mit knapp 1.400 Quadratkilometern), um die finanziellen Nöte Hanaus durch eine positive Handelsbilanz mit einer Kolonie auszugleichen. Der Vertrag sicherte der Niederländischen Westindien-Kompanie weitreichende Rechte, darunter ein Transportmonopol mit Hanauisch-Indien. Allerdings fehlten von Anfang an die Mittel, um ein Projekt dieser Größenordnung zu finanzieren, und es fehlte an Menschen, die bereit waren, das riesige Gebiet zu kolonisieren. Das Projekt endete für die Grafschaft Hanau in einem finanziellen Fiasko. Ein Versuch, es 1672 an König Karl II. von England zu verkaufen, schlug fehl, und das Projekt scheiterte schließlich am Ausbruch des Dritten Englisch-Niederländischen Krieges im selben Jahr.

### Deutsche Kaufleute im niederländischen Surinam

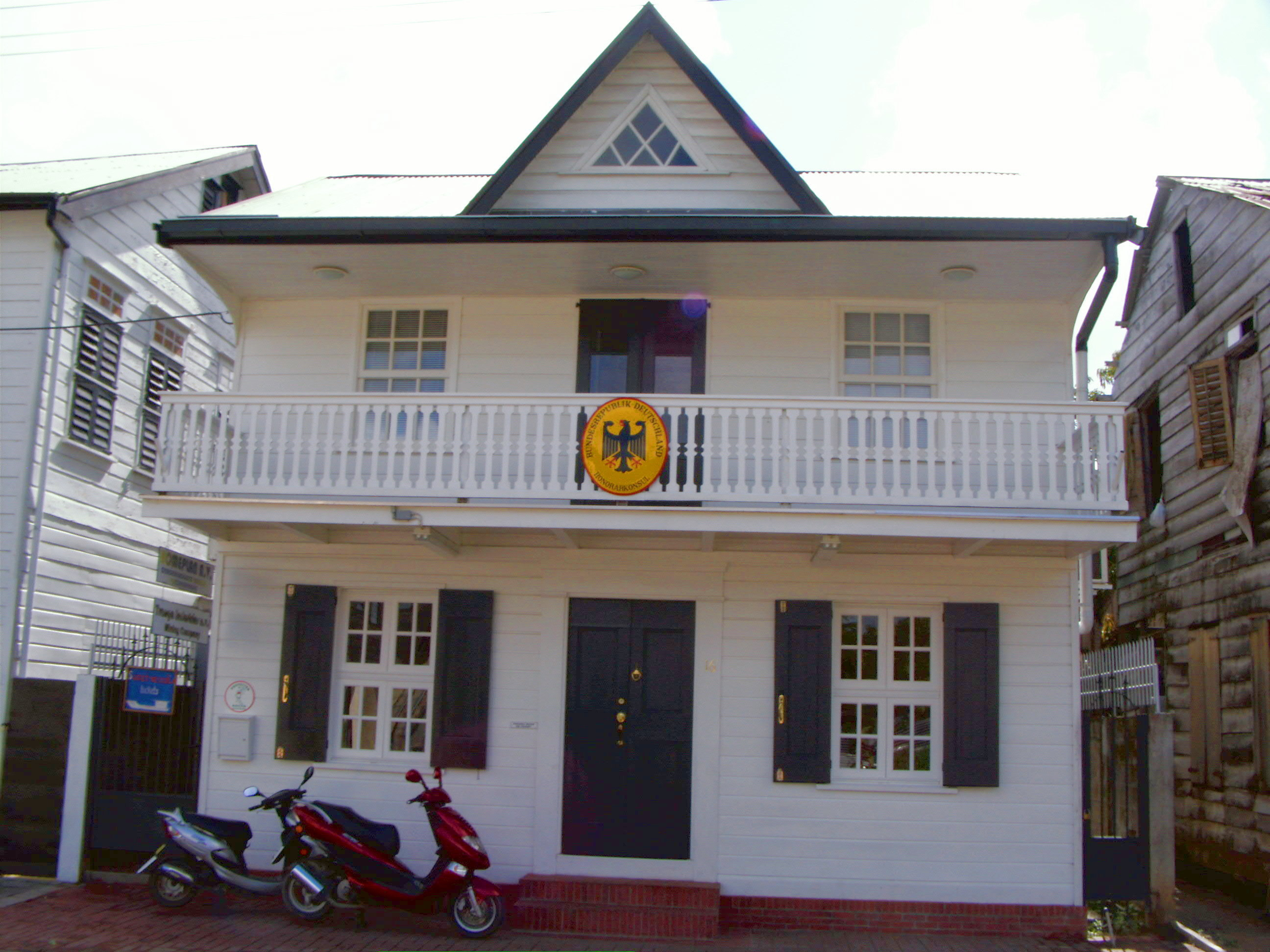
Deutsches Honorarkonsulat in Paramaribo

Im 18. Jahrhundert knüpften deutsche Seestädte wie Altona, Hamburg und Bremen Handelskontakte mit Niederländisch-Guayana. Deutsche Kaufleute wurden im aufblühenden Handel mit Kaffee und anderen Rohstoffen tätig und einige Deutsche siedelten sich im Windschatten der niederländischen Kolonisierungsbemühungen in Suriname an, darunter auch Missionare der Herrnhuter Brüdergemeine. Bereits 1754 bemerkte der Seemann Joachim Nettelbeck, ⁣⁣dass Paramaribo aufgrund der zahlreichen deutschen Siedler eher einer deutschen als einer niederländischen Kolonie gleichen würde. Von den Deutschen, die sich im Land niederließen, bauten viele große Plantagenbetriebe auf, häufig bewirtet von afrikanischen Sklaven. 1749 wurde ein Angehöriger der deutschstämmigen Familie Meinertzhagen Gouverneur von Surinam. 1800 wurde von 3000 deutschen und portugiesischen Juden sowie von 1800 Holländern, Deutschen, Engländer und Franzosen bei einer Bevölkerung von 20.000 berichtet. Deutschstämmige gingen später in der multikulturellen Bevölkerung Surinams auf.

### Moderne Beziehungen
Nach der Unabhängigkeit von den Niederlanden nahm Suriname 1975 diplomatische Beziehungen mit der Bundesrepublik Deutschland und 1978 mit der Deutschen Demokratischen Republik auf. 2008 wurde ein Wirtschaftsabkommen zwischen der Europäischen Union und der Karibischen Gemeinschaft (der Suriname angehört) abgeschlossen. Im Jahr 2012 wurde ein regelmäßiger politischer Dialog zwischen Suriname und der Europäischen Union vereinbart.

## Wirtschaftsbeziehungen
2024 lagen die deutschen Warenexporte nach Suriname bei 47,6 Millionen Euro und die Importe aus dem Land bei 3,3 Millionen Euro. In der Rangliste der deutschen Handelspartner nahm Suriname damit Rang 161 ein. Über die Zusammenarbeit mit der karibischen Gemeinschaft hat Deutschland Entwicklungshilfe in Suriname finanziert, hauptsächlich in den Bereichen nachhaltige Wirtschaftsentwicklung, Förderung erneuerbarer Energien, Anpassung an den Klimawandel und Förderung der Biodiversität.